# Гіркополонківська сільська рада
Гіркополо́нківська сільська́ ра́да Гіркополо́нківської сільсько́ї об'є́днаної територіа́льної грома́ди (до 2018 року — Гіркополонківська сільська рада Луцького району Волинської області) — орган місцевого самоврядування Гіркополонківської сільської територіальної громади Волинської області. Розміщення — село Гірка Полонка.

## Склад ради
Рада складається з 26 депутатів та голови.
Перші вибори депутатів оновленої ради громади та Гіркополонківського сільського голови відбулись 23 грудня 2018 року. Було обрано 26 депутатів ради; кількісний склад за суб'єктами висування: 10 — БПП «Солідарність», 6 — УКРОП, по 3 — самовисуванці та Аграрна партія України, 2 — Всеукраїнське об'єднання «Батьківщина», по одному — Всеукраїнське об'єднання «Свобода» та Радикальна партія Олега Ляшка.
Головою громади обрали позапартійну самовисуванку Ніну Симонович, чинного Гіркополонківського сільського голову.
При сільській раді працюють чотири постійні депутатські комісії:
- з гуманітарних питань, прав людини, законності, депутатської діяльності, етики та регламенту;
- з питань фінансів, бюджету, планування соціально-економічного розвитку, інвестицій та міжнародного співробітництва;
- з питань земельних відносин, природокористування, планування території, будівництва, архітектури, охорони пам’яток, історичного середовища та благоустрою;
- з питань комунальної власності, житлово-комунального господарства, енергозбереження та транспорту.

## Історія
Гіркополонківська сільська рада утворена в 1978 році. До 3 січня 2019 року — адміністративно-територіальна одиниця у Луцькому районі Волинської області з підпорядкуванням сіл Гірка Полонка, Оздів та Полонка.
Рада складалась з 20 депутатів та голови.

### Керівний склад сільської ради
| ПІБ                          | Основні відомості                                                    | Дата обрання | Дата звільнення |
| ---------------------------- | -------------------------------------------------------------------- | ------------ | --------------- |
| Синюк Микола Олексійович     | Сільський голова, 1952 року народження, освіта, безпартійний         | 26.03.2006   | 01.02.2008      |
| Перванчук Олександр Петрович | Сільський голова, 1955 року народження, освіта, член народної партії | 01.06.2008   | 31.10.2010      |
| Перванчук Олександр Петрович | Сільський голова, 1955 року народження, освіта вища, безпартійний    | 31.10.2010   | 26.04.2015      |

Примітка: таблиця складена за даними джерела

### Депутати
За результатами місцевих виборів 2010 року депутатами ради стали:

#### За суб'єктами висування
| Суб'єкт висування | Кількість обраних депутатів | %   |
| ----------------- | --------------------------- | --- |
| Самовисування     | 20                          | 100 |

#### За округами
| № округу | Прізвище, ім'я, по батькові    | Дата визнання обраним | Освіта         | Партійна приналежність | Відомості про обраного депутата                                                       |
| -------- | ------------------------------ | --------------------- | -------------- | ---------------------- | ------------------------------------------------------------------------------------- |
| 1        | Зайчук Микола Ксенофонтович    | 02.11.2010            | Освіта середня | позапартійний          | підприємець                                                                           |
| 2        | Присяжнюк Володимир Григорович | 02.11.2010            | Освіта вища    | позапартійний          | Свято-Михайлівська церква, настоятель                                                 |
| 3        | Хомилюк Анатолій Тарасович     | 02.11.2010            | Освіта середня | позапартійний          | підприємець                                                                           |
| 4        | Пась Степан Феодосійович       | 02.11.2010            | Освіта вища    | позапартійний          | ПП «Автогазцентр», директор                                                           |
| 5        | Сковорода Юрій Ігорович        | 02.11.2010            | Освіта вища    | позапартійний          | Асоціація молодих політологів і політиків, керівник інформаційно-аналітичного відділу |
| 6        | Савчук Віталій Вікторович      | 02.11.2010            | Освіта вища    | позапартійний          | Головне управління статистики у Волинській області, головний спеціаліст, юрисконсульт |
| 7        | Невмержицький Ігор Миколайович | 02.11.2010            | Освіта середня | позапартійний          | підприємець                                                                           |
| 8        | Лесюк Ніна Іванівна            | 02.11.2010            | Освіта середня | позапартійна           | Гіркополонківська сільська рада, секретар                                             |
| 9        | Лозинський Ярослав Юрійович    | 02.11.2010            | Освіта середня | позапартійний          | підприємець                                                                           |
| 10       | Демчук Руслан Олександрович    | 02.11.2010            | Освіта середня | позапартійний          | ТОВ"Техноторг-Дон", механік                                                           |
| 11       | Федонюк Петро Петрович         | 02.11.2010            | Освіта вища    | позапартійний          | підприємець                                                                           |
| 12       | Захарчук Андрій Степанович     | 02.11.2010            | Освіта вища    | позапартійний          | ВАТ «Гнідавський цукровий завод», начальник цеху                                      |
| 13       | Симонович Ніна Леонідівна      | 02.11.2010            | Освіта вища    | позапартійна           | Управління праці і соціального захисту населення Луцької РДА, головний спеціаліст     |
| 14       | Чайка Леонід Павлович          | 02.11.2010            | Освіта середня | позапартійний          | ВАТ"Гнідавський цукровий завод", машиніст тепловоза                                   |
| 15       | Романюк Юрій Феодосійович      | 02.11.2010            | Освіта вища    | позапартійний          | підприємець                                                                           |
| 16       | Ворошилюк Михайло Федорович    | 02.11.2010            | Освіта середня | позапартійний          | ВАТ"Пусконалагоджувальне управління", водій                                           |
| 17       | Денисюк Світлана Григорівна    | 02.11.2010            | Освіта середня | позапартійна           | Будинок побуту, завідувачка                                                           |
| 18       | Задерей Василь Антонович       | 02.11.2010            | Освіта середня | позапартійний          | ВАТ"Волиньобленерго", електромонтер                                                   |
| 19       | Канцедал Олена Іванівна        | 02.11.2010            | Освіта вища    | позапартійна           | Гікполонківська сільська рада, землевпорядник                                         |
| 20       | Сокол Анатолій Микитович       | 02.11.2010            | Освіта середня | позапартійний          | тимчасово не працює                                                                   |

## Населення
Згідно з переписом УРСР 1989 року чисельність наявного населення сільської ради становила 4034 особи, з яких 1942 чоловіки та 2092 жінки.
За переписом населення України 2001 року в сільській раді мешкало 4246 осіб.

### Мова
Розподіл населення за рідною мовою за даними перепису 2001 року:
| Мова       | Відсоток |
| ---------- | -------- |
| українська | 99,02 %  |
| російська  | 0,82 %   |
| польська   | 0,05 %   |
| білоруська | 0,02 %   |
| молдовська | 0,02 %   |